# Escifio
En la mitología griega Escifio (en griego Σκύφιος, Skúphios) es el nombre dado al primer caballo y se dice que nació en Tesalia. El padre de Escifio, Poseidón, mojó una piedra con su semen, y la tierra, fecundada, produjo a Escifio, como una suerte de autóctono. Otros dicen que Poseidón derramó su semen en el suelo mientras dormía o bien este nacimiento se produjo cuando Poseidón usó su tridente cuando tuvo su célebre contienda con Atenea por ser la divinidad principal de Atenas. Esto sucedió en Colono, cerca de Atenas, pero otros alegan que el primer caballo se llamaba Escironite.
Tzetzes, refiriéndose a los mitos sobre los caballos y su relación con Poseidón, alega que:
«Melanto es un epíteto de Poseidón conocido entre atenienses pero el mismo también es conocido como Hipagetes entre los delios. Tal y como refiero con anterioridad Poseidón, teniendo relaciones con la Erinis Deméter, esta dio a luz al caballo Arión. Otros dicen que de nuevo Poseidón, habiendo dormido alrededor de las rocas de Colono en Atenas, eyaculó en una de ella y he aquí que surgió un caballo llamado Escifio, también llamado Escironitis».